# Wesenufer
Wesenufer (alte Schreibweise Wesenurfahr) ist ein Markt an der Donau im oberösterreichischen Innviertel, eine Katastralgemeinde und die größte Ortschaft der Gemeinde Waldkirchen am Wesen im Bezirk Schärding. Die Ortschaft hat 214 Einwohner (Stand 1. Jänner 2024).

## Geographie
Der historische Markt Wesenufer liegt am Südufer, im Durchbruchstal der Donau durch das Böhmische Massiv, mit dem Mühlviertel im Norden, und dem Sauwald im Süden.
Die Ortschaft umfasst 93 Gebäude mit 229 Einwohnern (Stand 15. Mai 2001).
Zum Ortschaftsgebiet gehört auch die Rotte Unterwollmah, die Einzellage Oberwollmah, beide flussabwärts gegen Waldkirchen hin, und die Bräukapelle, im Wald oberhalb des Orts, am Wanderweg nach Waldkirchen.

Nachbarortschaften:
| Niederranna (Gem. Hofkirchen/Mühlkreis) (Donau) | (Donau)                                     |                                              |
| Kager                                           | Kompassrose, die auf Nachbargemeinden zeigt | (Donau) Marsbach (Gem. Hofkirchen/Mühlkreis) |
| Ort Edt                                         | Aichberg Buchen                             | Waldkirchen am Wesen                         |

## Geschichte
Schon im Neolithikum (5000 bis 1800 v. Chr.) hielten sich im Siedlungsraum um Wesenufer Menschen auf. Dies beweist ein 1920 gefundener Lochhammer aus Serpentin, der heute im OÖ Landesmuseum in Linz aufbewahrt wird. 1938 wurde in der ehemaligen Schule von Wesenufer ein Lochbeil aus dem gleichen Zeitalter gefunden. Ein Vollgriffschwert stammt aus der späten Bronzezeit (1200 bis 750 v. Chr.) und wird im Naturhistorischen Museum in Wien aufbewahrt.
Ungefähr 0,5 Kilometer unterhalb von Wesenufer, auf einer direkt an der Donau gelegenen Ackerparzelle, der Frauenwiese, fand man Münzen aus der Zeit der römischen Kaiser Severus Alexander (222 bis 235 n. Chr.) und Tacitus (275 bis 276 n. Chr.)
Am 13. Juli 1310 beurkundet Erchenger von Wesen, dass er das Haus Wesen und damit die Güter aines datz Wesen uerfar und das Uerfar Hademar von Waldeck vermacht habe. Dabei handelt es sich um die erste Nennung von Wesenurfar, also Überfuhr für Wesen (als Donauübergang). Wesenufer ist eine Neubildung dieser Nennung. Wesen (später Wesenurfar und Wesenufer) ist demnach neben Aschach (777) und Linz (799) der älteste Donauort in Oberösterreich.
Kaiser Rudolf II. verlieh am 15. Dezember 1582 der damaligen Hofmark Wesenurfahr das Marktrecht. Weitere Bestätigungen der Marktordnung erteilten Kaiser Karl VI. am 20. März 1713 und Kaiser Franz I. am 15. Dezember 1826, der dem Markt Wesenufer auch das Recht auf zwei Jahrmärkte einräumte (zu Mariä Heimsuchung, 2. Juli und am 11. November, Heiliger Martin).
1661 hatte Wesenufer bereits eine Schule.
1785: Steuerregulierungspatent von Kaiser Josef II.: Wesenufer ist namensgebend für eine Steuergemeinde, die heute noch besteht: die Katastralgemeinde Wesenufer
1837: Am 22. Oktober fährt das erste Dampfschiff Ludwig I. von Wesenufer nach Linz.
Seit dem Jahre 1850 bildet der Markt Wesenufer mit der Ortschaft Waldkirchen am Wesen eine politische Gemeinde.

## Infrastruktur
Der Markt ist eine eigene Pfarre (Pfarrkirche geweiht dem heiligen Wolfgang) und verfügt über ein eigenes Postamt (4085). In der Ortschaft befindet sich das Schloss Niederwesen, früher ein Standort der Brauerei Baumgartner. Als Vereine existieren der Musikverein, die Freiwillige Feuerwehr, der Fußballverein Union Wesenufer sowie der Eisschützenverein ESV Wesenufer.

## Rezeption in der Kunst
Wesenufer ist ein wichtiger Handlungsort in Heinrich Steinfests Roman Der Chauffeur (2020). Der Protagonist des Romans übernachtet im Seminarhotel, liest im Hotelbett den Artikel über Wesenufer in der Wikipedia-Enzyklopädie und besucht die Bräukapelle.

## Persönlichkeiten
Personen mit Beziehung zum Ort:
- Martin Selle (* 1966), Schriftsteller, lebt in Wesenufer